# MOSM Tychy
MOSM Tychy – Miejski Ośrodek Sportu Młodzieżowego w Tychach. Zajmuje się szkoleniem w następujących dyscyplinach: lekkoatletyka, pływanie, piłka siatkowa, hokej na lodzie, piłka ręczna, tenis stołowy, kajakarstwo, koszykówka, boks, zapasy.